# Mikael Thuritz
Michael Thuritz, född 27 november 1984 i Stockholm, är en svensk pokerspelare bosatt i Los Angeles. 
Thuritz började spela nätpoker 2002 tillsammans med sin mamma. Han är känd för att systematiskt pröva på hårdare motstånd och högre insatser. Detta har lett till att han tre gånger spelat bort hela sitt kapital: $40 online 2002, $80.000 i Paris 2004 och $1.400.000 i Las Vegas 2005. Sedan dess (som medlem i Team Martinspoker) har det gått bättre med penningplaceringar i både WSOP Main Event och WPT-finalen.
Thuritz intervjuas i SVT:s dokumentär Pokerlandet.